# Superpuchar Luksemburga w piłce siatkowej mężczyzn (2023)
Superpuchar Luksemburga w piłce siatkowej mężczyzn 2023 – czwarta edycja rozgrywek o Superpuchar Luksemburga zorganizowana przez Luksemburski Związek Piłki Siatkowej (Fédération Luxembourgeoise de Volleyball, FLVB). Mecz rozegrany został 23 września 2023 roku w hali sportowej w Lorentzweiler. Wzięły w nim udział dwa kluby: mistrz i zdobywca Pucharu Luksemburga w sezonie 2022/2023 – VC Stroossen oraz finalista Pucharu Luksemburga w tym sezonie – VC Fentange.
Po raz drugi zdobywcą Superpucharu Luksemburga został VC Stroossen.
Przed meczem o superpuchar mężczyzn odbyło się spotkanie o superpuchar kobiet. RSR Walfer pokonał VC Mamer w trzech setach.

## Drużyny uczestniczące
| Drużyna      | Osiągnięcia w sezonie 2022/2023            |
| ------------ | ------------------------------------------ |
| VC Stroossen | mistrzostwo i zdobycie Pucharu Luksemburga |
| VC Fentange  | finał Pucharu Luksemburga                  |
| Źródło:      |                                            |

## Mecz
Sobota, 23 września 2023
20:00 (UTC+02:00) – Hall des sports, Lorentzweiler
Czas trwania meczu: 66 minut
Sędziowie: Roland Frisch i Michel Klepper
| Poz.              | Nr | Zawodnik               | 1 | 2 | 3 | 4 | 5 |
| ----------------- | -- | ---------------------- | - | - | - | - | - |
| Ś                 | 5  | Brett Dailey           |   |   |   |   |   |
| P                 | 7  | Boris Milošević        |   |   |   |   |   |
| P                 | 10 | Sina Arab              |   |   |   |   |   |
| R                 | 12 | Gilles Braas           |   |   |   |   |   |
| A                 | 15 | Mateja Gajin           |   |   |   |   |   |
| Ś                 | 20 | Pablo Da Rocha Camargo |   |   |   |   |   |
| L                 | 2  | Samuel Marinho Novais  | L | L | L |   |   |
| Zmiany            |    |                        |   |   |   |   |   |
| R                 | 4  | Simão Marinho Novais   |   |   |   |   |   |
| P                 | 13 | Renan Ribeiro          |   |   |   |   |   |
| Ś                 | 14 | Ryan Matilde da Luz    |   |   |   |   |   |
| A                 | 16 | Deividas Raibikis      |   |   |   |   |   |
| Trener            |    |                        |   |   |   |   |   |
| Massimo Tarantini |    |                        |   |   |   |   |   |

| Poz.           | Nr | Zawodnik              | 1 | 2 | 3 | 4 | 5 |
| -------------- | -- | --------------------- | - | - | - | - | - |
| 4              | Ś  | Valentino Mazzariello |   |   |   |   |   |
| 9              | R  | Pavlé Vujovic         |   |   |   |   |   |
| 19             | P  | Nadir Douib           |   |   |   |   |   |
| 24             | P  | Felix Polfer          |   |   |   |   |   |
| 30             | Ś  | Luka Marinković       |   |   |   |   |   |
| 82             | A  | Jakub Łomacz          |   |   |   |   |   |
| 69             | L  | Tim Besch             | L | L | L |   |   |
| Zmiany         |    |                       |   |   |   |   |   |
| 14             | L  | Valerio Brignardello  | L | L | L |   |   |
| Trener         |    |                       |   |   |   |   |   |
| Dragan Vujović |    |                       |   |   |   |   |   |

## Wyjściowe ustawienie drużyn
| Da Rocha Braas Arab Dailey Gajin Milošević Samuel M. Novais Vujovic Douib Mazzariello Łomacz Polfer Marinković Besch |

Źródło: 